# Clathrospora permunda
Clathrospora permunda är en svampart som först beskrevs av Mordecai Cubitt Cooke, och fick sitt nu gällande namn av Augusto Napoleone Berlese 1888. Clathrospora permunda ingår i släktet Clathrospora och familjen Pleosporaceae.   Inga underarter finns listade i Catalogue of Life.